# Eri Tosaka
Eri Tosaka (em japonês:  登坂 絵莉, Tōsaka Eri; Takaoka, 30 de agosto de 1993) é uma lutadora de estilo-livre japonesa, campeã olímpica.

## Carreira
Tosaka competiu na Rio 2016, na qual conquistou a medalha de ouro, na categoria até 48 kg.